# Tău Bistra
Tău Bistra – wieś w Rumunii, w okręgu Alba, w gminie Șugag. W 2011 roku liczyła 116 mieszkańców.